# Edmund Ho
Edmund Ho Hau-wah (chiń. trad. 何厚鏵; pinyin Hé Hòuhuá; ur. 13 marca 1955 w Makau) – chiński polityk, pierwszy szef administracji Specjalnego Regionu Administracyjnego Makau w latach 1999–2009.
Urodził się w Makau w rodzinie pochodzącej z Panyu w prowincji Guangdong. W 1978 ukończył studia ekonomiczne na York University w Toronto, następnie pracował w sektorze biznesowym w Hongkongu i Makau. W 1986 został członkiem Ludowej Politycznej Konferencji Konsultatywnej Chin, zaś dwa lata później członkiem Ogólnochińskiego Zgromadzenia Przedstawicieli Ludowych, w którym zasiadał do 1998.
W 1999 został pierwszym szefem administracji nowego Specjalnego Regionu Administracyjnego Chińskiej Republiki Ludowej, Makau. 5 lat później ponownie wybrano go na to stanowisko. W 2009 zastąpił go Fernando Chui.
W marcu 2010 został wybrany wiceprzewodniczącym Komitetu Krajowego Ludowej Politycznej Konferencji Konsultatywnej Chin XI kadencji.

## Odznaczenia
- Wielki Oficer Orderu Infanta Henryka – Portugalia
- Krzyż Wielki Orderu Zasługi – 2010, Portugalia[7]